# Gyllene bron
Gyllene bron (vietnamesiska: Cầu Vàng) är en 150 meter lång gångbro på en höjd om 1400 meter över havet i bergsorten Bà Nà i Vietnam, nära Da Nang. Den fem meter breda, guldfärgade bron löper som en cirkelbåge vid en bergssluttning och är konstruerad för att sammanlänka en linbanestation med den närliggande Avatar-trädgården och därmed förbättra infrastrukturen i området genom att göra det smidigare för besökarna att förflytta sig mellan de två punkterna i en kraftigt kuperad terräng. Samtidigt är bron i sig en turistattraktion och bjuder på spektakulär utsikt. Två gigantiska händer ger en illusion av att stödja och hålla upp bron mot himmelen.
Bron har formgivits av arkitektbyrån TA Landscape Architecture i Ho Chi Minh-staden, med byråns grundare, Vu Viet Ahn, som huvudansvarig. Bron öppnades i juni 2018. Beställare var Sun Group.